# Поселянин, Евгений Николаевич
Евге́ний Никола́евич Поселя́нин (настоящая фамилия Погожев;  (21 апреля [3 мая] 1870, Москва — 13 февраля 1931, Ленинград) — русский публицист и духовный писатель; автор книг, статей и очерков православного характера. В числе известных работ Поселянина — «Старец Иларион Троекуровский» (1895), «Поэзия веры и А. Н. Майков как поэт Православия и России» (1898), «Святыни Земли Русской» (1899), «Константин Николаевич Леонтьев» (1900), «Сказание о святых вождях Земли Русской» (1900), «Воины Христовы. Рассказы из жизни святых» (1902), «Петербургские святыни» (1903), «Письма о монашестве» (1911), «Герои и подвижники лихолетья XVII в.», «Краса русской армии братья Панаевы» (1917).
Русской православной церковью заграницей канонизирован в лике мученика со включением в Собор новомучеников и исповедников Российских с установлением дня памяти 30 января.

## Биография
Евгений Николаевич Погожев родился 21 апреля (3 мая) 1870 года в Москве в семье известного терапевта Николая Александровича Погожева (ум. в 1902 году), несколько лет преподававшего в Московском университете и на медицинском поприще заслужившего личное дворянство. Мать Лидия Николаевна происходила из знатной семьи; известно, что её восприемниками были генерал Д. С. Левшин и княгиня Н. В. Оболенская.

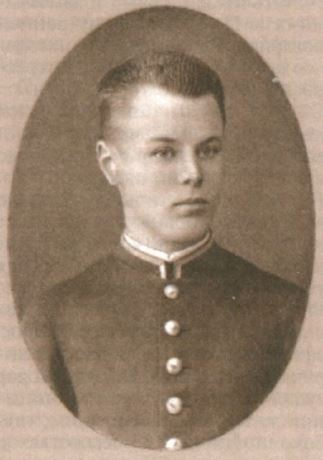
Евгений Погожев в молодости

В 1887 году Е. Н. Погожев окончил с золотой медалью 1-ю московскую гимназию, год спустя поступил на юридический факультет Московского университета. За несколько месяцев до этого, побывав в Оптиной пустыни, он стал духовным сыном старца Амвросия, благословившим его «писать в защиту Веры, Церкви и Народности».
В 1892 году, по завершении университета выпустил книги «Ясные дни» и «Повесть о том, как чудом Божиим строилась Русская земля», которые преподнёс Александру III. Беллетристические опыты дебютанта поддержал великий князь Константин Константинович, в литературе известный под псевдонимом «К. Р.».
В 1893 году он переселился в Царское Село (позже в Петербург) и поступил в канцелярию 2-го (крестьянского) департамента Сената. Через 5 лет перешел в Комитет по делам печати, числясь по министерству юстиции. В 1903—1904 годах работал в Канцелярии Российской Императорской Академии наук. Получил чин статского советника.
В 1904 году женился на Наталии Грот, дочери известного филолога Якова Грота. Брак оказался непрочным и через полгода распался: между супругами были серьезные разногласия во взглядах. Многие годы Евгений Николаевич болезненно переживал случившееся.
В 1904 году призван на военную службу как прапорщик запаса, но в боевых действиях не участвовал. 1913 году — чиновник особых поручений в Главном управлении землеустройства и земледелия. В том же году Евгений Николаевич был удостоен потомственного дворянства.
С апреля 1918 по декабрь того же года работал в страховом Обществе; затем сотрудничал в Отделе охраны и учета памятников искусства и старины (декабрь 1918 — апрель 1922). Потеряв работу, с весны 1922 года давал частные уроки. В 1924—1925 годах выслан в Восточную Сибирь.
В декабре 1930 года был арестован и 13 февраля 1931 года расстрелян.

## Память и наследие
Имя Евгения Поселянина было внесено в черновой список поимённый новомучеников и исповедников российских при подготовке канонизации, совершённой РПЦЗ в 1981 году. Однако список новомучеников с включением в него имени Евгения Поселянина был издан только в конце 1990-х годов.
Его книги, широко известные и популярные в дореволюционной России, при Советской власти не издавались; но после распада СССР годы они вновь стали вызывать к себе интерес, прежде всего — в православном сообществе.

## Основные произведения
- Отец Амвросий Архивная копия от 26 марта 2016 на Wayback Machine (М., 1892);
- Святые предшественники почившего государя (СПб., 1894);
- Повесть о том, как чудом Божиим строилась русская земля (М., 1892 и др. издания);
- Иоасаф царевич (М., 1895, 2-е изд., М., 1904);
- Отец Серафим Саровский (М., 1896);
- Поэзия веры и А. Н. Майков как поэт Православия и России (М., 1898);
- Святыни земли русской. С описанием жизни и подвигов святых и знамений, бывших от чудотворных икон (СПб., 1899);
- Святыни Земли Русской (1899);
- Константин Николаевич Леонтьев (М., 1900);
- Сказание о святых вождях Земли Русской (1900);
- Воины Христовы. Рассказы из жизни святых (М., 1899, 1902, 1909, 1913);
- Божья рать. Рассказы из жизни святых (СПб., изд. Тузова, 1902, 1914);
- Очерки из истории русской церковной и духовной жизни в XVIII веке (СПб., изд-во Сойкина, 1902, 1903);
- Петербургские святыни (СПб., 1903);
- Русская Церковь и русские подвижники XVIII века (недоступная ссылка) (СПб., 1905; репринт: Сергиев Посад, 1990);
- Пустыня. Очерки из жизни древних подвижников (СПб., 1907; репринт: СПб., 1995);
- Преподобный Серафим Саровский чудотворец (с новыми сведениями о Старце) (недоступная ссылка) (СПб., изд-во Сойкина, 1903, 1906; репринт: М., 1990; СПб., изд-во Тузова, 1907);
- Праведник нашего времени оптинский старец Амвросий (недоступная ссылка) (СПб., изд-во Тузова, 1907);
- Душа перед Богом (СПб., изд-во Тузова, 1909);
- Русские подвижники 19-го века Архивная копия от 17 августа 2021 на Wayback Machine (1910);
- Собор московских чудотворцев (М., 1912);
- Икона пресвятыя Богородицы Владимирския (СПб., 1912);
- На небеси и на земли (СПб., изд-во Тузова, 1912);
- Богоматерь на земле (недоступная ссылка) (СПб., 1913);
- Богоматерь. Полное иллюстрированное описание Ее земной жизни и посвященных Ее жизни чудотворных икон (СПб., 1914; М., 2002);
- От сердца к сердцу (СПб., изд-во Тузова, 1914);
- На молитве в тишине и в буре (Пг., изд-во Тузова, 1916);
- Русские праведники последних времён (Пг., 1917, кн. 1-8);
- Краса Русской армии. Братья Панаевы (1917);
- Святая юность. Рассказы о святых детях и о детстве и отрочестве святых (М., 1994);
- Под благодатным небом. Один за всех (о преп. Сергии Радонежском) (СПб., 1994);
- Власть духовная и власть мирская (М., 1996).